# Dolenjska

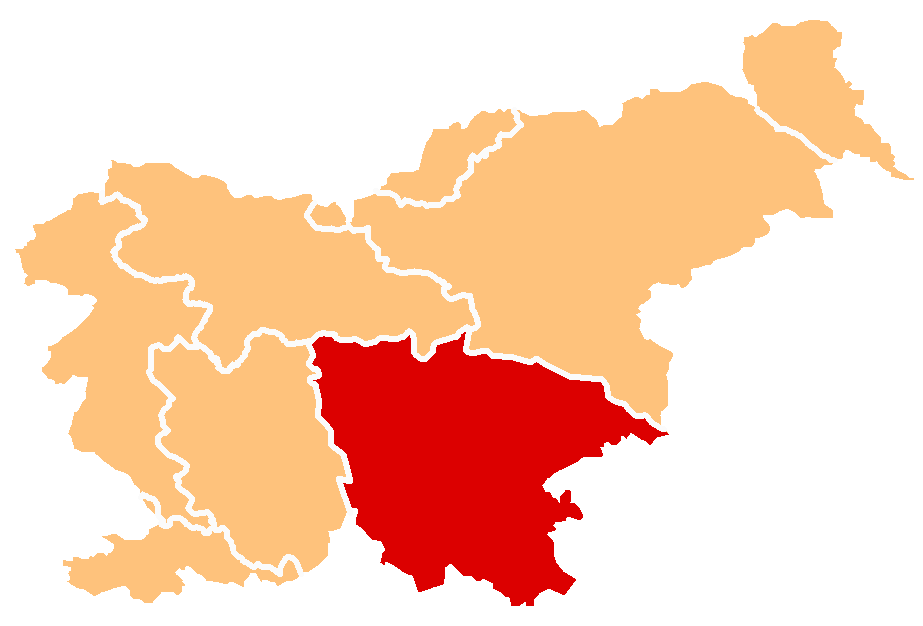
Locatie van Dolenjska in Slovenië

Dolenjska (Duits: Unterkrain) is een historische regio in het zuidoosten van Slovenië. Dolenjska was een onderdeel van het Oostenrijkse kroonland Krain.
De regio Bela Krajina (Witte Krajina) wordt vaak beschouwd als deel van de Dolenjska. Het traditionele centrum van de Dolenjska is Novo mesto. Andere plaatsen zijn Kočevje, Grosuplje, Krško, Trebnje, Črnomelj, Semič en Metlika.